# Родно-Бондовка
Родно-Бондовка — деревня в Белинском районе Пензенской области России. Входит в состав Балкашинского сельсовета.

## География
Расположено в 17 км к юго-востоку от села Балкашино, на р. Шмаруха.

## Население
| 2010 |
| ---- |
| 9    |

## История
Основана в конце XIX в. как выселок деревне Бондовка. Входила в состав Свищевской волости Чембарского уезда. После революции в составе Лягушонковского сельсовета. Отделение колхоза «Путь Ленина».